# Долинська сільська територіальна громада (Запорізька область)
Долинська сільська громада — територіальна громада в Україні, в Запорізькому районі Запорізької області. Адміністративний центр — село Долинське.
Площа громади — 170,00 км², населення — 5767 мешканців (2020).
Утворена 24 травня 2016 року шляхом об'єднання Долинської та Розумівської сільських рад Запорізького району.

## Населені пункти
До складу громади входять 7 сіл і 2 селища:
| Населений пункт      | Населення, осіб (2016) |
| -------------------- | ---------------------- |
| Долинське, село      | 700                    |
| Бабурка, село        | 380                    |
| Високогірне, селище  | 263                    |
| Канцерівка, селище   | 195                    |
| Нове Запоріжжя, село | 782                    |
| Новослобідка, село   | 556                    |
| Хортиця, село        | 80                     |
| Розумівка, село      | 2076                   |
| Нижня Хортиця, село  | 817                    |

Села Бабурка, Нижня Хортиця і Розумівка входять до Розумівського старостинського округу.